# Энгель, Йоахим
Йоахим Энгель (нем. Joachim Engel; 1897 — 1948) — военачальник нацистской Германии, генерал-майор вермахта.

## Биография
Вступил в гусарский полк в качестве военного добровольца 1 октября 1914. После ранения 23 декабря 1915 переведён в запасной батальон 31-го пехотного полка. Стал миномётчиком 28 мая 1917 в составе 2-го батальона 31-го пехотного полка. С 27 августа 1918 командир роты в своём полку, пока не был переведён в 1-й запасной батальон 10 октября 1918, где командовал в качестве адъютанта штаба на военном полигоне Локштедт. 1 февраля 1919 года он перешёл в добровольческий батальон Бюлова в качестве адъютанта. 12 сентября 1919 его приняли во временный рейхсвер и перевели в 79-й пехотный полк рейхсвера. 1 октября 1919 он перешёл в полицию безопасности Гамбурга, но вернулся в армию 10 января 1920 и был переведён в 103-й пехотный полк рейхсвера. 15 мая 1920 переведён в миномётную роту 6-го пехотного полка, 10 октября 1920 в миномётную роту 3-го стрелкового полка. 1 января 1923 переведён в 1-й кавалерийский полк, где с 1 октября 1925 служил в штабе полка. С 1 мая 1927 года служил в 1-м эскадроне полка, пока 1 октября 1928 его не перевели в 13-й кавалерийский полк, где он принял командование 3-м эскадроном 29 августа 1930, затем командовал 5-м эскадроном с 15 октября 1935. 1 марта 1936 переведён в 22-й артиллерийский полк, где 10 ноября 1938 был командиром 2-го дивизиона. 26 августа 1939 стал командиром только что созданного 158-го артиллерийского полка. В начале 1942 был переведён в резерв фюрера, и 11 марта 1942 назначен заместителем в штаб 20-го армейского корпуса. 10 ноября 1943 переведён в резерв командиров, где прошёл курс командира дивизии. После завершения обучения 18 декабря 1943 он был направлен в группу армий «Юг». С 30 ноября 1943 по 27 февраля 1944 командир 45-й пехотной дивизии. В июле 1944 попал в плен, где и умер 3 июня 1948.

## Звания
- унтер-офицер, 1 августа 1915;
- вице-фельдфебель, 26 октября 1915;
- лейтенант резерва[нем.], 29 ноября 1916;
- лейтенант, 31 июля 1925;
- ротмистр, 1 декабря 1931;
- майор, 1 марта 1936;
- полковник, 1 февраля 1942;
- генерал-майор, 1 июня 1944.

## Награды
- Железный крест 2-го и 1-го класса (Королевство Пруссия);
- Пряжка к Железному кресту 2-го класса;
- Пряжка к Железному кресту 1-го класса;
- Медаль «За выслугу лет в вермахте».